# Fix-Saint-Geneys
Fix-Saint-Geneys è un comune francese di 151 abitanti situato nel dipartimento dell'Alta Loira della regione dell'Alvernia-Rodano-Alpi.

## Società

### Evoluzione demografica
Abitanti censiti